# Zemětřesení na Luzonu (1990)
Zemětřesení o síle 7,7 momentové škály, které zasáhlo filipínský ostrov Luzon 16. července 1990 ve 4:26 místního času. Patří k nejsmrtonosnějším ve známé historii celého ostrova. Zemětřesení si vyžádalo 1621 obětí a způsobilo rozsáhlé škody na infrastruktuře ostrova. Epicentrum zemětřesení leželo poblíž města Rizal v provincii Nueva Ecija.